# Deltastoma atricorne
Deltastoma atricorne är en tvåvingeart som beskrevs av Malloch 1931. Deltastoma atricorne ingår i släktet Deltastoma och familjen fritflugor. Inga underarter finns listade i Catalogue of Life.